# Стари мост (Братислава)
Стари мост (енгл. Old Bridge) је мост преко Дунава у Братислави, Словачка. Пре реконструкције, мост је био дугачак 460 метара, заједно са дрвеном стазом за пешаке, путем са две траке и железничком пругом, која повезује историјски стари град Братиславе са новијим регионом Петржалка. Мост је затворен за аутомобиле 2009. године, а за аутобусе 14. маја 2010. Затворен је и 2. децембра 2013. за пешачки и бициклистички саобраћај, јер је започета деконструкција старог моста. У време затварања, био је то најстарији мост у Братислави. Радови су завршени децембра 2015. године.
Раније се звао Мост Црвене армије (Most Červenej armády), Штефаников мост, Мост слободе и Мост Франц Јозеф.

## Историја
Поред краткотрајних дрвених мостова пре 19. века, који су често били оштећени или уништени поплавама и мразом, први мост у Братислави био је понтонски мост, који је саграђен 1825. године. Године 1891, отворен је нови челични мост назван Франц Јозеф, који је био део железничке пруге Братислава — Сомбатхељ. Саграђен је по захтеву Габора Бароса. За време прве чехословачке републике (1918—1938) звали су га Штефаников мост. Током Другог светског рата челични део моста је уништен, али су камени стубови ,,преживели". Након ослобађања Братиславе од стране совјетских трупа 1945. године, Црвена армија и немачки ратни заробљеници су обновили мост.

## Будућност без аутомобила
Мост је затворен 1. јануара 2009. за моторна возила, осим аутобуса, а 15. маја 2010. и за њих, као и за пешаке и бициклисте. Мост је поново отворен за бициклисте и пешаке неколико месеци касније након уклањања пута за аутомобиле и остао је отворен до осам сати ујутро 2. децембра 2013. када је поново затворен за сав саобраћај због деконструкције која је започела крајем новембра 2013. године. Децембра 2015. мост је реконструисан за пешаке, бициклисте и трамваје, као део нове трамвајске пруге до Петржалке.